# Direct2D
Direct2D é uma API (do inglês application programming interface) para gráficos 2D e vetoriais da Microsoft, implementada no Windows 7, Windows Server 2008 R2 e Windows Vista com SP2.
Direct2D oferece alta performance e qualidade mantendo interoperacionalidade com as APIs GDI/GDI+ e Direct3D. Pode aproveitar a aceleração do hardware através de placas gráficas compatíveis. Tal como GDI e GDI+, Direct2D é uma API de renderização imediata.

## Utilização
O Internet Explorer 9 e o Mozilla Firefox 4 utilizam Direct2D e DirectWrite para melhorar a performance e qualidade visual.